# سد قاهران
 سد قاهران  یکی از سدهای در حال بهره برداری استان زنجان است.